# Geophilus oligopus
Geophilus oligopus är en mångfotingart som först beskrevs av Carl Graf Attems 1895.  Geophilus oligopus ingår i släktet Geophilus och familjen storjordkrypare. Inga underarter finns listade i Catalogue of Life.